# Galița
Galița es una localidad rumana de la comuna de Ostrov, en el condado de Constanța.

## Geografía
La localidad se encuentra ubicada al este del lago Gîrliţa.

## Historia
Hacia comienzos del siglo XX, la localidad, que ya por entonces pertenecía al condado de Constanța, formaba parte de la comuna de Gîrlița y tenía contabilizada una población de 373 habitantes.
En la segunda mitad del siglo XX la localidad había pasado a formar parte de la comuna de Ostrov. En el censo de 2021 la localidad tenía una población de 764 habitantes.